# Безрук, Дмитрий Андреевич
Дми́трий Андре́евич Бе́зрук (укр. Дмитро Андрійович Безрук; 30 марта 1996, Великий Дальник, Беляевский район, Одесская область, Украина) — украинский футболист, вратарь.

## Биография

### Ранние годы
Родился в пригороде Одессы — Великом Дальнике. Начинал играть в футбол в местной команде, которая так и называлась — «Великий Дальник». Изначально играл в поле, а потом перешёл в ворота, где играли его дед и отец в любительских командах.

### Клубная карьера
Воспитанник СДЮШОР «Черноморца», где его первым тренером был Игорь Соколовский. С 2008 по 2011 провёл 62 игры в чемпионате ДЮФЛ. В январе 2012 был внесён в официальную заявку клуба, в составе которого до августа 2015 выступал за юниорскую (U-19) и молодёжную (U-21) команды.
16 августа 2015 дебютировал в основном составе «Черноморца» в домашнем матче Премьер-лиги против луганской «Зари», выйдя с первых минут встречи, в которой в итоге пропустил 2 мяча во втором тайме. Несмотря на это, молодой вратарь в этом матче действовал весьма успешно: «потащил» удары в упор от Сивакова, Будковского и Караваева, в результате чего вошёл в сборную тура по версии портала Football.ua. Хорошую игру Дмитрия в этом поединке также отметили и наставники обеих команд — Александр Бабич и Юрий Вернидуб. 22 августа Дмитрий сыграл в матче 1/16 финала Кубка Украины против клуба «Мир» (Горностаевка), сохранив ворота в неприкосновенности, а 30 августа провёл первый «сухой матч» в Премьер-лиге в выездной игре против «Александрии».

### Карьера в сборной
С 2012 по 2014 выступал за юношеские сборные Украины разных возрастов: до 16, до 17, до 18 и до 19 лет.
В январе 2016 года впервые получил вызов в состав молодёжной сборной (до 21 года), с которой в том же месяце стал серебряным призёром турнира Antalya Cup, на котором провёл 3 встречи (полный матч против Косова и по тайму против Саудовской Аравии и Албании), не пропустив ни одного мяча.

## Статистика
| Клуб       | Лига         | Сезон   | Чемпионат | Чемпионат | Кубок | Кубок | Дубль | Дубль |
| Клуб       | Лига         | Сезон   | Игры      | Голы      | Игры  | Голы  | Игры  | Голы  |
| ---------- | ------------ | ------- | --------- | --------- | ----- | ----- | ----- | ----- |
| Черноморец | Премьер-лига | 2011/12 |           |           |       |       | 4     | −3    |
| Черноморец | Премьер-лига | 2012/13 |           |           |       |       | 6     | −6    |
| Черноморец | Премьер-лига | 2013/14 |           |           |       |       | 9     | −13   |
| Черноморец | Премьер-лига | 2014/15 |           |           |       |       | 1     | 0     |
| Черноморец | Премьер-лига | 2015/16 | 7         | −9        | 2     | 0     | 2     | −6    |
| Черноморец | Премьер-лига | 2016/17 |           |           | 1     | −2    | 1     | −1    |